# 黃巨身隱魚
黃巨身潛魚為輻鰭魚綱鼬魚目鼬魚亞目隱魚科的其中一種，分布於印度太平洋區，從模里西斯至法屬波里尼西亞海域，棲息深度1-150公尺，體長可達30公分，為底棲性魚類，與海參共生，屬肉食性。

## 擴展閱讀
維基物種上的相關：黃巨身潛魚